# Acontias
Acontias là một chi của họ Scincidae trong phân họ Acontinae châu Phi. Hầu hết là đông vật nhỏ, nhưng thành viên lớn nhất của chi là Acontias plumbeus khoảng 40 cm.

## Loài

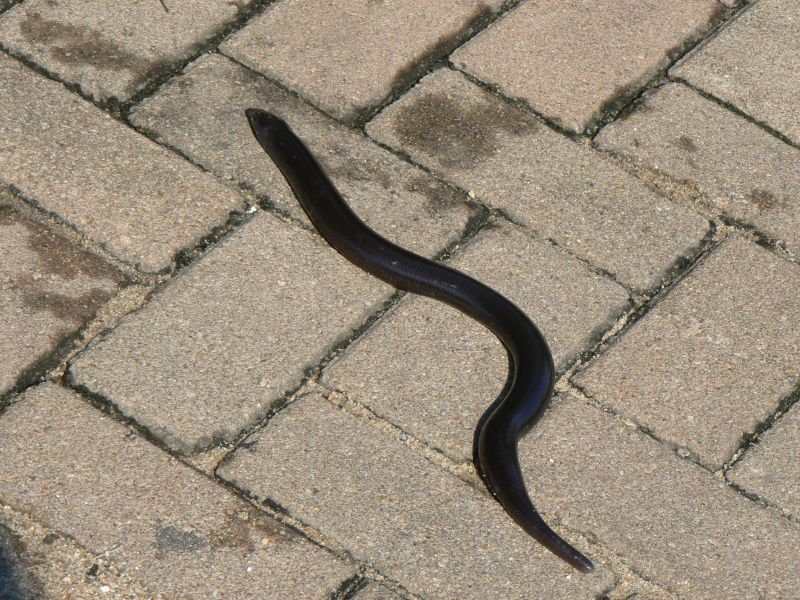
Acontias aurantiacus
- Acontias bicolor
- Acontias breviceps
- Acontias cregoi
- Acontias gariepensis
- Acontias gracilicauda
- Acontias jappi
- Acontias kgalagadi
- Acontias lineatus
- Acontias litoralis
- Acontias meleagris
- Acontias namaquensis
- Acontias orientalis
- Acontias percivali
- Acontias plumbeus
- Acontias poecilus
- Acontias richardi
- Acontias rieppeli
- Acontias tristis

- Acontias plumbeus